# Eusemius
Eusemius är ett utdött släkte av förhistoriska benfiskar som levde under toarcium under äldre jura.